# Río Las Cabras-Bedón
Río Las Cabras-Bedón este o arie protejată (arie specială de conservare — SAC, sit de importanță comunitară — SCI) din Spania întinsă pe o suprafață de 46,35 ha, integral pe uscat.

## Localizare
Centrul sitului Río Las Cabras-Bedón este situat la coordonatele 43°25′45″N 4°52′57″W / 43.4292°N 4.8824°V.

## Înființare
Situl Río Las Cabras-Bedón a fost declarat sit de importanță comunitară în mai 1999 pentru a proteja 1 specie de plante și 4 specii de animale. Situl a fost protejat și ca arie specială de conservare în decembrie 2014.

## Biodiversitate
Situată în ecoregiunile atlantică și marină Atlantică, aria protejată conține 2 habitate naturale: Pajiști umede atlantice temperate cu Erica ciliaris și Erica tetralix, Păduri aluvionare cu Alnus glutinosa și Fraxinus excelsior (Alno-Padion, Alnion incanae, Salicion albae).
La baza desemnării sitului se află mai multe specii protejate:
- plante (1): Culcita macrocarpa
- mamifere (1): vidră de râu (Lutra lutra)
- nevertebrate (1): Euplagia quadripunctaria
- pești (2): Petromyzon marinus, somonul (Salmo salar)